# Mugurar

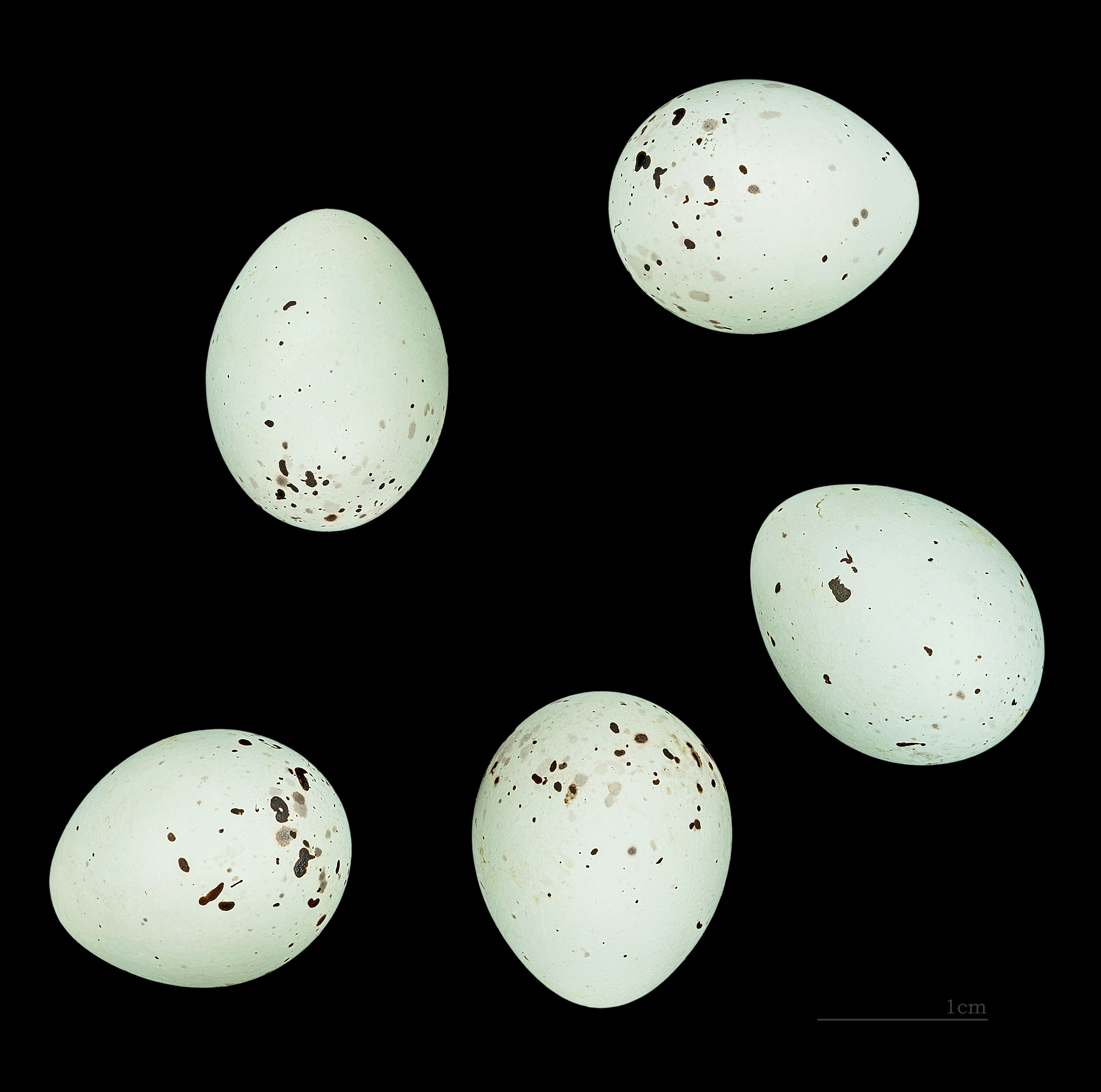
Pyrrhula pyrrhula europoea

Mugurarul (Pyrrhula pyrrhula) este o pasăre migratoare care face parte din familia Fringillidae. Arealul lui de răspândire se află în Europa, Asia de Sud-Vest, Asia de Est, ajungând până în Siberia, Kamceatka și Japonia. Hrana păsărilor este formată din semințe și muguri de unde îi provine și numele. Nu este considerat specie periclitată de dispariție. În trecut mugurarul simboliza neîndemânarea și prostia.

## Morfologie
Pasărea are un gât scurt, picioare subțiri și scurte, pe creștet are o pată neagră, culoare care apare și sub cioc, care este negru, scurt și puternic. Coada și aripile de culoare neagră au o dungă transversală albă, iar ochii sunt de un brun închis. Mugurarul este o pasăre de talie mică cu lungimea corpului între 15 și 19 cm, având o greutate de circa 26 grame. Păsările prezintă un dimorfism sexual accentuat, masculii având spatele, partea dorsală a aripilor, abdomenul de culoare brun-cenșie, iar pieptul, gușa de un roșu aprins, iar femele având culori mai spălăcite.